# Casa Pere Villoch
La casa Pere Villoch és un edifici situat a la plaça del Duc de Medinaceli, 7 de Barcelona, catalogat com a bé cultural d'interès local.

## Història
L'indià de Lloret de Mar Pere Villoch i Paris es va establir a Guayanilla (Puerto Rico), on era propietari d'una plantació. De retorn a Barcelona, el 1848 va adquirir el solar número 2 del desamortitzat convent de Sant Francesc per 65.150 duros, i el 1851, va adquirir a Joan Baptista Clavé una llenca del solar número 1 per 20.800 rals. Sobre aquest terreny va fer construir un edifici, projectat pel mestre d'obres Francesc Ubach, amb qui contractà l'obra pel preu fet de 21.000 lliures barcelonines sense incloure l'estuc ni la terracota, la qual cosa va motivar un litigi entre Villoch i els seus hereus en quant a la liquidació.
El 2012 va ser reformat per a ampliar-hi l'hotel de l'edifici veí.

## Descripció

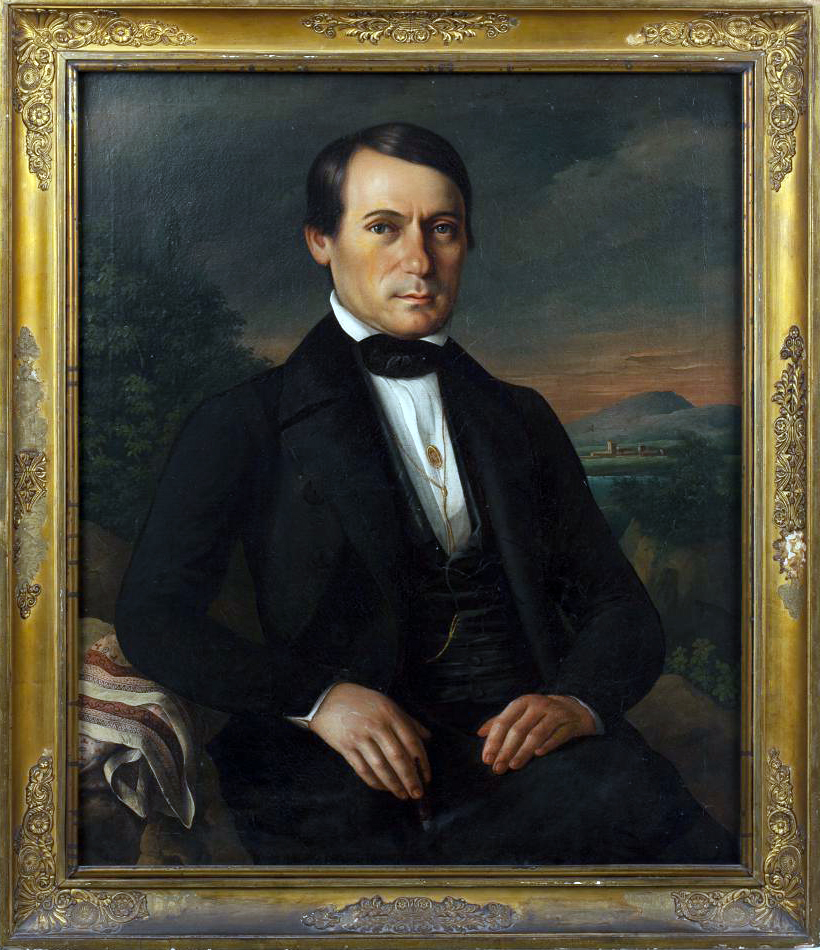
Retrat de Pere Villoch

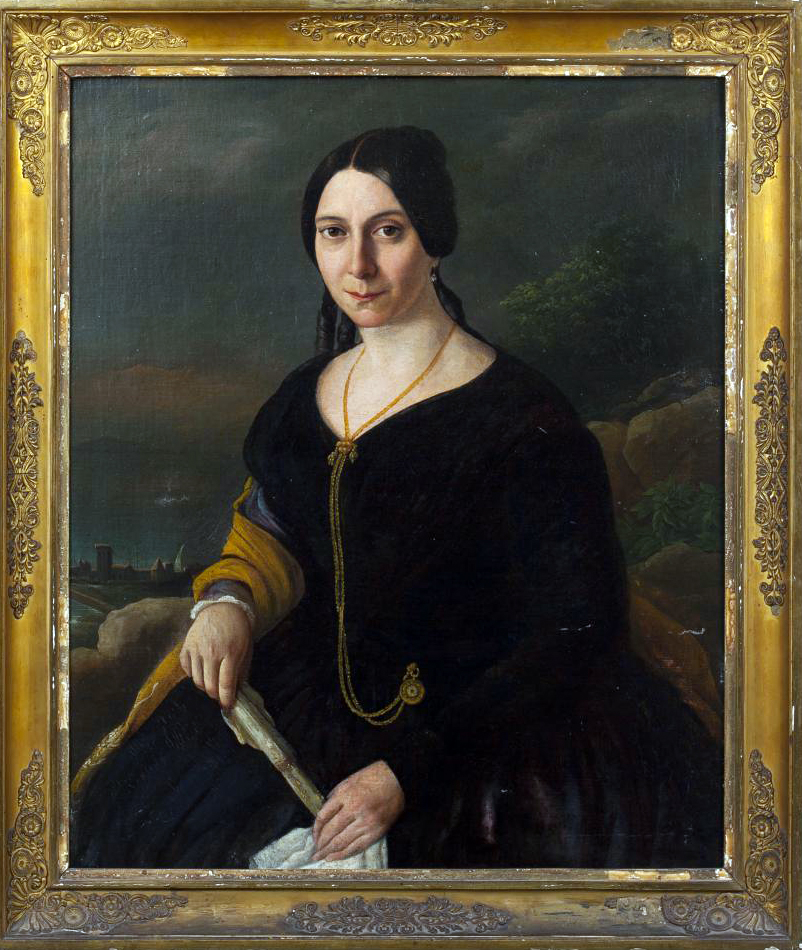
Retrat de Francesca Saurí, esposa de Pere Villoch

Es tracta d'un edifici d'habitatges de planta baixa, entresol i tres pisos. A la planta baixa, les tres obertures s'obren successivament, essent la central la que té la funció de porta d'entrada. Són tres arcs molt rebaixats envoltats d'un parament d'imitació de carreus i amb una ostentosa clau. Les claus dels laterals presenten una voluta sobre la qual es disposa una fulla d'acant, en canvi, la clau central les supera en riquesa, perquè també incorpora un cap antropomorf. Entre arc i arc, la decoració es completa amb un plafó rectangular, motllurat i enfonsat. A l'entresol, auster en comparació amb la resta de la façana, es disposen tres balcons amb barana de ferro forjat i una llosana mínima; entre ells, l'única ornamentació del parament són uns plafons repujats. Sostenint la barana correguda del pis principal, es troben un seguit de mènsules embellides amb un rostre barbat. Aquest nivell és l'únic que alberga una barana que uneix els tres balcons, donat que en els altres dos aquests seran individuals. Tant en el primer pis com en el segon, les llosanes estaran sustentades per mènsules, essent més vistoses les primeres, ja que ostenten un cap femení.
A partir del pis principal i fins al coronament es troba l'element més distintiu de la façana, la decoració de terracota. En l'extensió compresa entre el pis principal i el primer, es poden veure dos grans plafons rectangulars i verticals, que estan farcits de motius foliacis entrellaçats entre si, formant un carregat conjunt. A les llindes dels balcons continua havent-hi presència de terracota, en forma d'un cap masculí barbat envoltat d'elements vegetals disposats com si fossin volutes. Com és d'esperar, el conjunt és més profús al principal. A l'espai que conforma l'últim pis, els relleus se simplifiquen i se situen en els reduïts plafons entre balcons i en les llindes d'aquests. A les golfes hi ha tres respiralls, entremig dels quals alternen discrets relleus de terracota amb un conjunt de permòdols, que aguanten la cornisa plana.